# Atheta dama
Atheta dama är en skalbaggsart som beskrevs av Thomas Casey 1910. Atheta dama ingår i släktet Atheta och familjen kortvingar. Inga underarter finns listade i Catalogue of Life.